# Cavalier King Charles spaniel
El Cavalier King Charles Spaniel es una raza de perro pequeño de tipo spaniel originaria de Inglaterra, de temperamento activo y alegre. Su principal función ha sido la de mascota de compañía, lo que se muestra en pinturas del siglo XVI.

## Historia

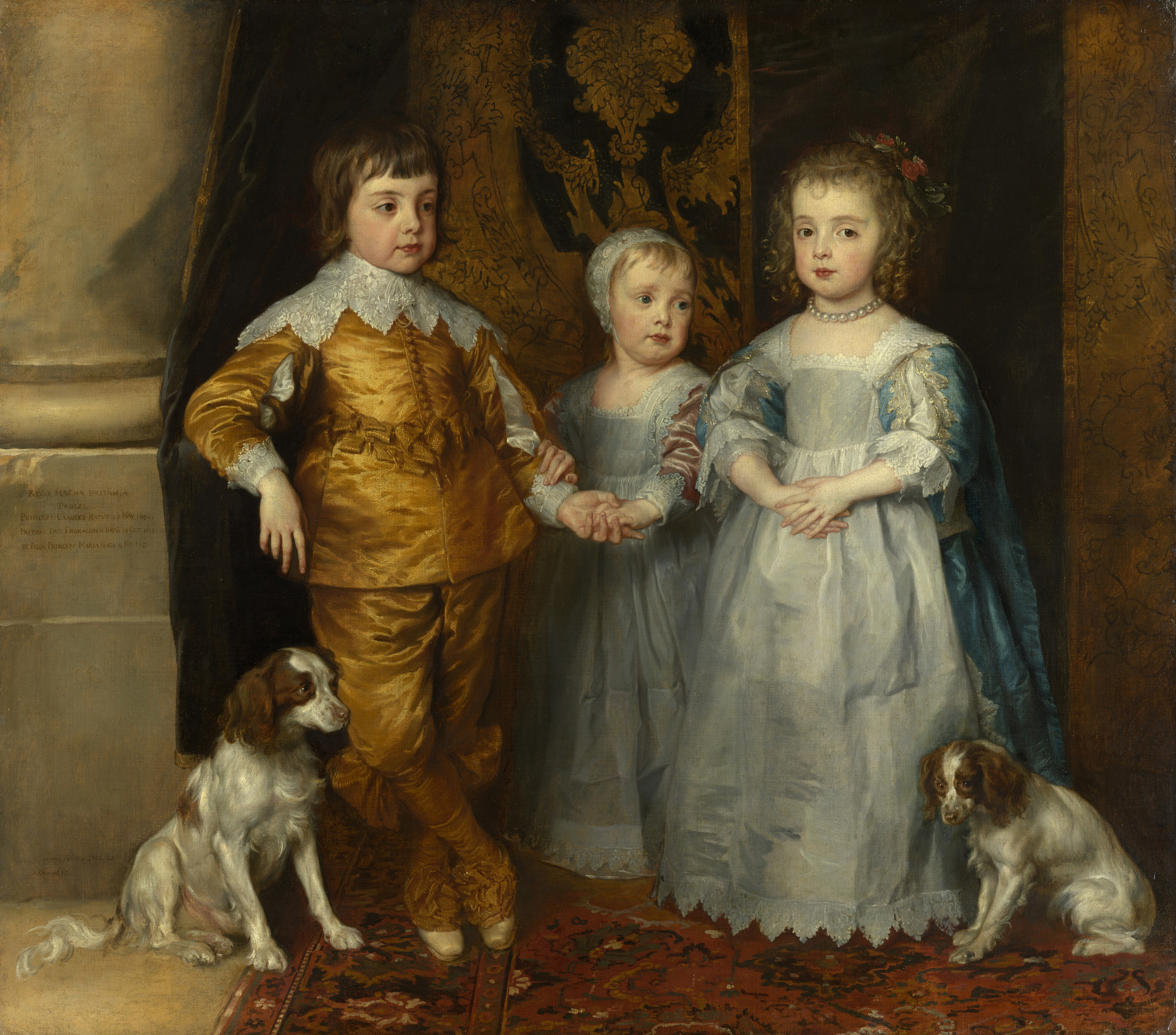
El joven rey Carlos II de Inglaterra con su hermano, el futuro Jacobo II (vestido como una niña, como era costumbre niños y niñas vestían igual hasta los cinco o seis años), su hermana María y su "King Charles Spaniel".

Durante el siglo XVI, un pequeño tipo de perro de aguas fue bastante popular entre la nobleza de Inglaterra. La gente de esa época creía que los perros podían mantener alejadas a las pulgas, e incluso algunos creían que podían prevenir enfermedades del estómago. Estos perros fueron llamados a veces "perro de aguas suave" o "consolador", cuando las señoras viajaban en carruajes durante el invierno, llevaban un perro de aguas sobre sus faldas para mantener el calor. Carlos I mantuvo un spaniel mientras residía en el castillo de Carisbrooke, sin embargo, es con Carlos II con quién esta raza está estrechamente ligada. Solía decirse de él, que: "Su Majestad fue visto pocas veces sin sus perros pequeños". Hubo incluso un mito que decía que ordenó un decreto de no negar la entrada a lugares públicos con spaniels.
Durante el reinado de Guillermo III y la reina María II, el estilo de nariz larga del perro de aguas pasó de moda. El Pug era el perro de moda en ese momento en los Países Bajos y debido al origen holandés de Guillermo, se hizo popular también en Inglaterra. Del cruce con el Pug, u otras razas de nariz plana, provendrían algunas características del moderno King Charles Spaniel. En 1852 William Youatt criticó el cambio en la raza: "La raza del rey Carlos en la actualidad esta materialmente alterada . El hocico es muy corto, y la frente  prominente, como la del bulldog. 
A principios del siglo XVIII, John Churchill, 1º Duque de Marlborough, poseía un tipo de King Charles spaniel de caza rojo y blanco. Fue llamado Blenheim, en honor de su victoria en la batalla de Blenheim. Fue por él, que la variedad de pelo rojo y blanco del King Charles Spaniel, se conoce como Blenheim.
En el inicio del siglo XX se hicieron intentos por recuperar el King Charles Spaniel original, con el ahora extinto Toy Spaniel Trawler. Estos intentos fueron documentados por Judith Blunt-Lytton, baronesa Wentworth, en su obra "Perros y sus ancestros" incluyendo la historia y gestión del Toy spaniel, Pequinés, y Pomeranio, el libro fue publicado bajo el nombre de Honorable señora de Neville Lytton en 1911.

### Popularidad
De acuerdo con las estadísticas dadas a conocer por el Kennel Club, fueron el sexto perro más popular en el Reino Unido en 2007 con 11.422 registros en un solo año. El Labrador Retriever ocupó el primer lugar de popularidad con 45.079 registros en ese año.
En 2009 fue la cuarta raza más popular en Australia con 3.196 matriculaciones solo por detrás del Labrador Retriever, Pastor Alemán y Staffordshire Bull Terrier. Además, también hay clubes nacionales de razas en Bélgica, Canadá, República Checa, Dinamarca, Finlandia, Francia, Alemania, Países Bajos, Nueva Zelanda, Noruega, Sudáfrica, España y Suecia.
Carácter:
Son activos debido a su instinto de perseguir la mayoría de las cosas que se mueven, incluidos los vehículos en las calles muy transitadas, por lo que se recomienda sacarlos a pasear siempre con correa. Tienden a considerar a todos los extraños como amigos y no suelen pelear con otros perros, los miembros de esta raza por lo general no son buenos perros guardianes. Como parte del grupo de los Spaniel tienen un fuerte instinto de caza y puede poner en peligro aves y pequeños animales. Sin embargo, hay propietarios que han informado de que a través del entrenamiento con reforzamiento positivo su cavalier vive felizmente con una variedad de animales pequeños, incluyendo hámsteres, jerbos y pájaros.
Son nobles, amistosos y dispuestos a agradar a la mayoría. Como tal, los perros de esta raza son buenos con los niños y otros perros, ya que son cariñosos y muestran un carácter paciente. Son perros pequeños ideales para vivir en un piso. Son naturalmente curiosos y juguetones, pero también disfrutan simplemente de estar echados en un cojín, haciéndolos excelentes como perro de compañía o faldero para estar con pacientes médicos, personas ancianas o con depresión. Tiene que ser cepillado con frecuencia y limpiarse con delicadeza en el área de los ojos.
A nivel de inteligencia la raza ocupó el puesto 44 en la clasificación de Stanley Coren acerca de La fabulosa inteligencia de los perros por presentar una inteligencia media en el entrenamiento de obediencia.

## Salud
Con frecuencia pueden sufrir de algunos problemas genéticos de salud graves, incluyendo el inicio temprano de prolapso de la válvula mitral (MVD), la potencialmente muy dolorosa siringomielia (SM), displasia de cadera, luxación de rótulas, cierta visión y cuestiones hereditarias del ojo tales como cataratas y displasia de retina, así como trastornos auditivos. Como los cavalier de hoy en día descienden de sólo seis perros, cualquier enfermedad hereditaria presente en al menos uno de los perros fundadores originales pudo ser transmitida en proporción significativa a las generaciones futuras. En biología esto se conoce como el efecto fundador y es la causa probable de la prevalencia de MVD en la raza.

### Prolapso mitral
Casi todos los cavalier eventualmente sufren de prolapso de la válvula mitral, con soplos cardíacos que pueden empeorar progresivamente, lo que lleva a una insuficiencia cardíaca. Esta condición es poligénica (afectada por múltiples genes), y por lo tanto, las líneas de todo el mundo son susceptibles. Es la causa principal de muerte en la raza.
La condición puede comenzar a mostrar signos a una edad temprana y estadísticamente se espera que esté presente en más de la mitad de los cavalier a partir de los 5 años de edad. Es raro que un ejemplar de 10 años de edad no tenga al menos algún soplo en el corazón, ya que la raza es particularmente susceptible a las enfermedades cardíacas de aparición temprana que pueden ser evidente en los perros de tan sólo uno o dos años de edad.
Genetistas y cardiólogos veterinarios han desarrollado directrices para la crianza y eliminación temprana de la enfermedad en la válvula mitral o prolapso mitral, en la raza, pero no está claro si un número estadísticamente significativo de criadores siguen estas pautas. El protocolo de crianza contra el prolapso mitral (MVD) recomienda que los padres del cachorro deben tener por lo menos 2,5 años de edad y el corazón sano, así como el corazón de sus padres (es decir, los abuelos del cachorro) debe ser declarado sano hasta los 5 años.
En el año 2009 el presidente del Club del Cavalier (CKCS) en Reino Unido dijo que "No hay muchos miembros que estén todavía preparados para comprobar la salud de sus pie de cría, y aquellos que lo hacen, parece que no dudan en seguir criando utilizando animales afectados."

### Causas de muerte
Una encuesta realizada por el Kennel Club del Reino Unido mostró que el 42,8% de las muertes en los Cavaliers fueron relacionadas con fallos cardíacos. La segunda causa más común es el cáncer (12,3%) y la última es la vejez (12,2%)

## Colores
Los colores de esta raza son básicamente cuatro:
- Blenheim: es de base blanco perlado con marcas castañas bien definidas. Las orejas son del color castaño.
- Tricolor: es de base blanco perlado con marcas negras bien definidas. Las orejas son negras. Sobre los ojos, en las mejillas, dentro de las orejas y en la parte inferior de la cola es de color castaño.
- Rubí: es el color castaño rojizo sólido. Se considera una falta si tiene marcas blancas.
- Negro y castaño: es de base negra con marcas castañas sobre los ojos, en las mejillas, adentro de las orejas, en el pecho, en las patas y en la parte inferior de la cola. Se considera una falta si tiene marcas blancas.